# カトリック両王

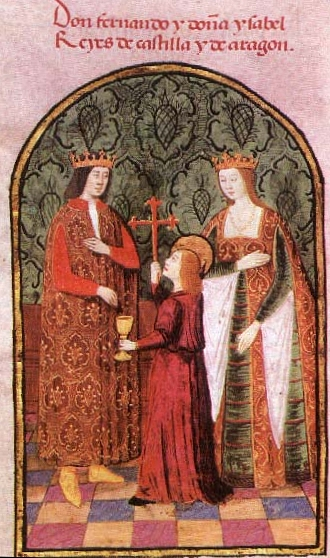

カトリック両王（カトリックりょうおう、スペイン語: Reyes Católicos）は、歴史的にアラゴン王フェルナンド2世（Fernando el Católico）とカスティーリャ女王イサベル1世（Isabel la Católica）を指す。彼らは1469年に結婚し、後に彼らの子孫の下で王朝連合国家としてのスペイン王国が成立する。カトリック王の称号はローマ教皇アレクサンデル6世によって授けられた。
両王の統治時代はレコンキスタの末期であり、また2人が出資したクリストファー・コロンブスの西半球、新世界の発見により、その統治は更に強固になった。スペインはローマ・カトリックの保護者となり、カトリックの護持のために対抗改革や、植民地の先住民に対する布教などの主導者となった。国内的にはイスラム教徒やユダヤ教徒に対する弾圧を行ったため、現在ではスペイン・イスラーム文明の豊かな資本を破壊し、その後の新大陸での蛮行や、スペイン没落に通ずる道を開いたのだと批判する学者もいる。
なお、現在のスペイン王室は両王の次女フアナと三女マリアの血統にあたる。